# François de Menthon
François de Menthon fue un político y jurista francés, nacido el 8 de enero de 1900 en Montmirey-la-Ville (departamento del Jura) y fallecido el 2 de junio de 1984 en Menthon-Saint-Bernard (departamento de Alta Saboya).
Fue profesor de Derecho en la Facultad de Derecho de Nancy. 

## La Resistencia interior francesa
En 1940, durante la Segunda Guerra Mundial, resulta herido, siendo hecho prisionero por los alemanes, aunque posteriormente logra consumar su evasión. Recibe en varias ocasiones a Jean Moulin en el castillo de Menthon-Saint-Bernard. Fundador del movimiento «Liberté» en Annecy, siendo posteriormente en Lyon, en noviembre de 1940, editor del diario clandestino de dicho movimiento, cuyos dos primeros números fueron impresos en Annecy y los siguientes en Marsella. Fue uno de los responsables del movimiento de Resistencia «Combat», salido de la fusión de «Liberté» con el movimiento fundado por Henri Frenay "Petites ailes de la France", a finales de 1941.
Posteriormente se une al general Charles de Gaulle en Londres, y luego en Argel, donde es nombrado comisario de Justicia miembro del Comité Francés de Liberación Nacional con sede en la capital argelina.

## Alto funcionario
Tras la Liberación de Francia del dominio alemán, François de Menthon se convierte en ministro de Justicia en el Gobierno provisional de la República francesa del general Charles de Gaulle entre septiembre de 1944 y el final de la Segunda Guerra Mundial el 8 de mayo de 1945. Se ocupa, entre otros, del proceso contra el mariscal Philippe Pétain y de la depuración de los funcionarios colaboracionistas con el régimen de Vichy. En su momento fue fuertemente criticado por quienes pensaban que era necesaria una depuración masiva de colaboracionistas. 
Posteriormente fue nombrado por el general de Gaulle procurador en el Tribunal que instruye los Juicios de Núremberg. Para el concepto de crímenes contra la humanidad da la siguiente definición : 

«crimen contra el estatuto del ser humano motivado por una ideología que es un crimen contra el espíritu tendente a volver a arrojar a la Humanidad a la barbarie».

## Obra política
Fundador del Mouvement Républicain Populaire (MRP, Movimiento Republicano Popular), es elegido diputado por el departamento de Savoya entre 1946 y 1958. Del 24 de junio al 16 de diciembre de 1946, ejerce como ministro de Economía Nacional en el primer Gobierno de Georges Bidault. Se consagra igualmente a la causa europea, convirtiéndose en presidente de la Asamblea Parlamentaria del Consejo de Europa (que por entonces era una asamblea meramente consultiva del Consejo de Europa) entre 1952 y 1954. En calidad de presidente de la misma presenta la primera bandera estrellada oficial de Europa. Después de 1958, regresa a la enseñanza universitaria en la Universidad de Nancy.
Fue igualmente fundador del movimiento de la Juventud Obrera Cristiana, ya que según su hijo Olivier de Menthon: «Pensaba que el papel de los católicos era el de participar en la evolución de la sociedad».
Miembro de la Orden de la Liberación (lo que en Francia se conoce como compagnons de la Libération, fue también alcalde de Menthon-Saint-Bernard entre 1945 y 1977.

## Su familia
Tuvo con su esposa Nicole, seis hijos varones:
- Bernard, agricultor en el departamento de Cher y alcalde de Levet, fallecido el año 2001;
- Jean, inspector de Finanzas en París;
- Jacques, fallecido;
- Étienne, viticultor en Vaucluse;
- Olivier, retirado, propietario actualmente del castillo de Menthon;
- Sixte, profesor en París.

## Libros
- La Loi sur l’indignité nationale - Imprimerie Moderne, Beirut 1944
- Le Procès de Nuremberg: l’accusation française - Office français d'Edition, París 1946
- Le Procès de Nuremberg, son importance juridique et politique - Éd. du Mail, París 1946
- Vers la Quatrième République - Editorial Hachette, París 1946
- L'expansion économique au service du progrès social - Imprimerie F. de Beroud, París 1951